# Oenrobia kinabaluensis
Oenrobia kinabaluensis är en stekelart som beskrevs av Hayat 1995. Oenrobia kinabaluensis ingår i släktet Oenrobia och familjen växtlussteklar. Inga underarter finns listade i Catalogue of Life.